# Abay, Almaty
Abay är en ort i provinsen Almaty i sydöstra Kazakstan. Abay är även huvudorten för distriktet Abay Qalasy. Abay är en avfolkningsbygd, med över 10 000 invånare år 2009, hade orten vid 2021 års folkräkning bara 8 287 invånare.